# Природно-заповідний фонд Лохвицького району
Природно-заповідний фонд колишнього Лохвицького району становив 13 об'єктів ПЗФ (7 заказників та 6 пам'яток природи). З них 2 — загальнодержавного значення (заказники «Середньосульський» та «Христанівський»). Загальна площа ПЗФ — 4743,01 га.

## Об'єкти

### Заказники
| Назва об'єкта       | Тип, категорія, значення                           | Рік створення | Площа (га) | Місцезнаходження | Зображення |
| ------------------- | -------------------------------------------------- | ------------- | ---------- | --- | ---------- |
| «Артополот»         | Заказник гідрологічний місцевого значення          | 2007          | 507,4      | між селами Піски, Пісочки та Гаївщина, охоплює долини р. Сули та її лівої притоки — р. Артополот, Лохвицьке агролісництво кв. 147 вид 8, 9, 13, 15, 16, 29; кв. 148 вид. 1, 2, кв. 151 вид. 5, 6, 9, 17-23                                                                  |            |
| «Балка Поповиця»    | Заказник ботанічний місцевого значення             | 2005          | 50,4       | між селами Жабки та Бербениці |            |
| «Урочище Крупське»  | Заказник лісовий місцевого значення                | 2007          | 94,8       | околиці сіл Свиридівка та Яшники, Лохвицьке л-во, кв. 12 вид. 3, 5-28 |            |
| «Панський маєток»   | Заказник ландшафтний місцевого значення            | 2007          | 62         | с. Свиридівка (південно-східні околиці), Лохвицьке агролісництво кв. 37 вид. 1-19, 24-26 |            |
| «Романиха»          | Заказник ландшафтний місцевого значення            | 2005          | 12,1       | с. Романиха |            |
| «Середньосульський» | Заказник гідрологічний загальнодержавного значення | 1996          | 2243       | заплава р. Сули поблизу сіл Гиряві Іскрівці, Лука, Млини, Лохвицьке агролісництво, кв. 52 вид. 22, 23, кв. 53, кв. 65 вид. 3-7, 9-16, кв. 66-67, кв. 81, кв. 122 вид. 1, 2, 4, 5                                                                                            |            |
| «Христанівський»    | Заказник ландшафтний загальнодержавного значення   | 2009          | 1705,2     | околиці сіл Христанівка та Бодаква, заплава р. Сула; Лохвицьке агролісництво, кв. 138 вид. 1, 3-21, 26, 27, кв. 139 вид. 1-20, кв. 140 вид. 1-22, кв. 141 вид. 1, 3, 4, кв. 156 вид. 1-9, кв. 163 вид. 1-12, кв. 180 вид. 2, 3, 10, 17, кв. 181 вид. 1-15, кв. 182 вид. 1-6 |            |

### Пам'ятки природи
| Назва об'єкта       | Тип, категорія, значення                      | Рік створення | Площа (га) | Місцезнаходження                                                                         | Зображення |
| ------------------- | --------------------------------------------- | ------------- | ---------- | ---------------------------------------------------------------------------------------- | ---------- |
| «Дуб черешчатий»    | Пам'ятка природи ботанічна місцевого значення | 1989          | 0,05       | с. Криниця                                                                               |            |
| «Дуб черешчатий»    | Пам'ятка природи ботанічна місцевого значення | 1989          | 0,05       | м. Лохвиця, на території Лохвицької районної державної лабораторії ветеринарної медицини |            |
| «Дуб черешчатий»    | Пам'ятка природи ботанічна місцевого значення | 1970          | 0,01       | с. Яхники, територія лікарні                                                             |            |
| «Дубовий гай»       | Пам'ятка природи ботанічна місцевого значення | 1989          | 1,0/36     | м. Лохвиця, поблизу Лохвицької районної державної лабораторії ветеринарної медицини      |            |
| «Сосновий парк»     | Пам'ятка природи ботанічна місцевого значення | 1970          | 50         | м. Лохвиця                                                                               |            |
| «Урочище Шумейкове» | Пам'ятка природи ботанічна місцевого значення | 1969          | 17         | с. Дрюківщина, кв. 17 вид. 7-9                                                           |            |